# Anna Sundbom
Anna Erika Sundbom, född 11 december 1881 i Gävle församling i Gävleborgs län, död 20 november 1933 i Gävle Heliga Trefaldighets församling i Gävleborgs län, var en svensk lokalpolitiker (De Frisinnade, Frisinnade landsföreningen).

## Biografi
Anna Sundbom blev 1911 en av de första 37 kvinnliga stadsfullmäktige i Sverige, och den första kvinnliga ledamoten i Gävles stadsfullmäktige tillsammans med Karolina Själander och Maria Qvist. 
År 1886 blev hon lärare i Gefle folkskola. Hon var styrelsemedlem av Lärareföreningen och Lärjungebiblioteket, och medlem av styrelsen för Gefle stadsbibliotek. 